# 1990년 삼성 라이온즈 시즌
1990년 삼성 라이온즈 시즌은 삼성 라이온즈가 KBO 리그에 참가한 9번째 시즌이다. 정동진 감독이 팀을 이끈 마지막 시즌이며, 작년에 이어 박승호가 2년째 주장을 맡았다. 팀은 LG, 해태, 빙그레와 마지막까지 치열한 선두 싸움을 벌였으나 결국 밀려나며 7팀 중 4위로 포스트 시즌에 진출했다. 이후 준플레이오프에서 빙그레 이글스를 2승 무패로, 플레이오프에서는 해태 타이거즈를 3승 무패로 꺾고 한국시리즈에 진출했다. 
그러나,  한국시리즈에서는 쓸만한 좌완투수가 성준 밖에 없어 윤덕규 김상훈 박흥식 등 좌타자가 포진한  LG 트윈스에게 4전 4패를 당하여 최종 순위는 2위로 통합 준우승에 머물렀으며 한국시리즈의 패퇴 뿐 아니라  사생활 문제로 물의를 일으켰던 황규봉 1군 투수코치의 2군행을 요구한 편송언 사장과의 마찰 탓인지 정동진 감독이 계약기간을 1년 남겨둔 채 감독직에서 물러났고 황규봉 코치는 1989년 말 외국 유학을 떠나면서 구단과 작별했으며 그 이후 프로야구계와 인연을 끊었고 은퇴 후 개인사업을 했지만 잇따른 사업 실패 때문에  가족과의 불화가 겹쳐 부산에서 홀로 지낸 데다 경상중학교 때부터 같이 선수 생활을 한 이선희 외엔  대부분의 야구계 인사들과도 연락을 끊었으며 이 와중에 병을 키워 허리가 너무 아파 2015년 11월 중순 병원을 찾은 결과 대장암 말기 판정을 받았고  결국 2016년 1월 18일 별세했는데 황규봉 전 코치의 빈소를 찾은 야구인은 드물었다.

## 타이틀
- 노히트노런: 이태일 (6호)
- KBO 골든글러브: 강기웅 (2루수), 박승호 (지명타자)
- 올스타 선발: 이만수 (포수), 강기웅 (2루수), 류중일 (유격수), 이종두 (외야수), 박승호 (지명타자)
- 올스타전 추천선수: 김성길, 정윤수, 김상엽, 김용철, 박정환
- 컴투스프로야구 삼성 라이온즈 베스트 라인업: 류중일 (유격수)
- 컴투스프로야구2022 타이틀홀더 라인업: 류중일 (유격수)
- 컴투스프로야구 나때는 말이야 라인업: 류중일 (지명타자)
- 타자 WAR: 류중일 (6.45)
- 수비 WAR: 류중일 (1.69)
- 출장(타자): 류중일 (120)
- 타석: 류중일 (503)
- 선발등판: 김성길 (28)

## 선수단
- 선발투수 : 김성길, 이태일, 유명선, 최동원, 송광훈, 이상훈
- 구원투수 : 성준, 정윤수, 이문한, 홍성연, 최현준
- 마무리투수 : 김상엽, 김인철, 이상목, 박용준, 오명록
- 포수 : 이만수, 박정환
- 1루수 : 김용철
- 2루수 : 강기웅, 최해명, 김성래
- 유격수 : 류중일, 정경훈
- 3루수 : 김용국
- 좌익수 : 이현택, 홍승규, 정성룡
- 중견수 : 강영수, 장태수, 구윤
- 우익수 : 이종두, 김종갑, 나광남
- 지명타자 : 박승호, 이규창, 정존수, 박홍철, 이종옥, 김우현, 강종필, 박인구

## 여담
- 최동원은 5월 20일 LG 트윈스와의 경기에서 KBO 리그 사상 최초의 통산 1000탈삼진을 달성했다.
- 정존수는 6월 5일 OB 베어스와의 경기에서 단 한 타석을 소화한 것이 이 시즌의 유일한 출전 기록이었는데, 이 타석에서 볼넷을 얻어 KBO 리그 사상 최초의 단일 시즌 0타수 선수가 되었다.
- 이만수는 KBO 리그 사상 최초로 통산 100병살을 기록했다.
- 이만수는 이 시즌에 구단 사상 최초로 삼성 라이온즈 소속으로 통산 3000타석을 달성했다.
- 이규창은 이 시즌까지 순장타율 1.000으로 KBO 리그 10대 타자 통산 최고 기록을 세웠다.
- 홍성연은 이 시즌 월요일 경기 피OPS 5.000으로 KBO 리그 역대 단일 시즌 월요일 경기 최고 기록을 세웠다.
- 송광훈은 이 시즌을 끝으로 은퇴하여 20세기 용병 투수 통산 최저 WAR(-0.84) 기록을 세웠다.
- 이규창은 이 시즌 퓨처스리그 경기에 투수로 등판한 적이 있으나 아웃카운트를 한 개도 잡지 못해 KBO 퓨처스리그 역대 최초의 단일 시즌 0이닝 소화 투수가 되었다.
- 최동원은 이 시즌을 끝으로 은퇴하여, KBO 리그 역대 주포지션이 투수였던 선수 중 통산 최고 타율(1.000), 최고 장타율(2.000), 최고 OPS(3.000), 최고 wRC+(984.2), 최고 순장타율(1.000), 최다 타수 대비 장타(1) 기록을 세웠다.
- 팀은 준플레이오프에서 빙그레 이글스를 상대로 승리했고, 플레이오프에서는 해태 타이거즈를 상대로 승리했다. 이는 KBO 준플레이오프, 플레이오프에서 일어난 역대 1호 업셋이다. 특히 준플레이오프에서는 KBO 준플레이오프 역대 1호 스윕승을 달성했다.
- 이태일은 포스트시즌에서 고의4구 3개를 내줘 KBO 리그 역대 단일 포스트시즌 최다 고의4구 기록을 세웠다.
- 코칭스태프가 원년멤버 선수 위주였던 터라[6] 4위로 간신히 진출한 전년도 준플레이오프에서 1승 2패로 탈락하여 2년 연속 한국시리즈 진출에 실패하자 이 해(1989년) 시즌 후 유백만 전 MBC 감독을 수석코치로 영입했는데[7] 투수 출신 감독으로 코치가 된 첫 사례(전체 포지션 출신 감독으로 코치가 된 건  4번째)를 남겼으며 유백만 코치는 1983년 6월 27일부터[8]  1985년까지 삼성에서 투수코치를 맡았다.

## 같이 보기
- 1991년 삼성 라이온즈 시즌